# Milburn Stone
Milburn Stone (* 5. Juli 1904 in Burrton, Harvey County, Kansas; † 12. Juni 1980 in La Jolla, San Diego, Kalifornien) war ein US-amerikanischer Schauspieler.

## Leben und Karriere
Stone tourte mit verschiedenen Theatergruppen durch das Land, bevor er 1935 nach Hollywood zog, um Filmschauspieler zu werden. Erst als Statist, später in kleineren Nebenrollen, wirkte Stone hauptsächlich in B-Movies mit. Im Jahr 1955 wurde Stone die Rolle des Dr. Galen „Doc“ Adams in der Fernsehserie Rauchende Colts angeboten. Milburn Stone nahm an und blieb der Serie die gesamten 20 Staffeln über treu, insgesamt spielte er die Rolle in 604 Episoden. Aus gesundheitlichen Gründen setzte sich Stone 1975, als die Serie eingestellt wurde, zur Ruhe.
Milburn Stone war von 1939 bis 1940 mit Ellen Morrison verheiratet. 1976 heiratete er Jane Garrison, mit der er bis zu seinem Tod zusammen blieb. Stone starb 75-jährig an einem Herzinfarkt.

## Filmografie (Auswahl)
- 1935: Ladies Crave Excitement
- 1935: Spione küßt man nicht (Rendezvous)
- 1936: China Clipper
- 1938: Schule des Verbrechens (Crime School)
- 1939: Der junge Mr. Lincoln (Young Mr. Lincoln)
- 1942: Der unsichtbare Agent (Invisible Agent)
- 1943: Gespenster im Schloß (Sherlock Holmes Faces Death)
- 1943: Korvette K 225 (Corvette K-225)
- 1947: Killer McCoy
- 1947: Liebe in Fesseln (Cass Timberlaine)
- 1947: Michigan Kid
- 1947: Zwei trübe Tassen – vom Militär entlassen (Buck Privates Come Home)
- 1949: Rebellen der Steppe (Calamity Jane and Sam Bass)
- 1950: Rollschuh-Fieber (The Fireball)
- 1950: Entgleist (No Man of Her Own)
- 1950: Das Brandmal (Branded)
- 1951: Gangster (The Racket)
- 1952: Die Stadt der tausend Gefahren (The Atomic City)
- 1953: Invasion vom Mars (Invaders from Mars)
- 1953: Polizei greift ein (Pickup on South Street)
- 1953: Der weiße Sohn der Sioux (The Savage)
- 1953: Die Bestie der Wildnis (Arrowhead)
- 1953: Wem die Sonne lacht (The Sun Shines Bright)
- 1954: Kampf am roten Fluß (The Siege at Red River)
- 1954: Schwarzer Freitag (Black Tuesday)
- 1955: Mit Leib und Seele (The Long Gray Line)
- 1955: Die weiße Feder (White Feather)
- 1955: Rauchsignale  (Smoke Signal)
- 1955: Der Privatkrieg des Major Benson (The Private War of Major Benson)
- 1955–1975: Rauchende Colts (Gunsmoke; Fernsehserie, 604 Folgen)